# Джонстон, Ричард (музыкант)
 Ричард Уэйн Джонстон (англ. Richard Wayne Johnston); 197? год, Хьюстон, Техас, США — американский блюзовый певец, гитарист, автор песен. Номинант Blues Music Awards в номинации «Лучший дебют» (2003) . Играет на разновидности гитары из сигарной коробки «Лоубоу», человек-оркестр.

## Биография
Ричард Джонстон родился в Хьюстоне в начале 1970-х. Получил в подарок гитару, на которой было лишь четыре струны, в десятилетнем возрасте. После окончания школы провёл некоторое время в Новом Орлеане, поступив на службу в ВМФ, изучал социологию и философию в Университете Сан-Диего, где познакомился с блюзовой гитарой, затем в течение года учился в Японии в Университете Гифу, выступал в местном баре. Вернулся в США в 1997 году, так как в Японии его выступление увидел журналист, и при его посредстве Джонстона пригласили выступить на первом фестивале Blues Stock в Мемфисе, Теннесси . Он должен был выступать с ранее ему неизвестным Джуниором Кимбро. Кимбро не появился из-за проблем со здоровьем. Из любопытства Ричард отыскал небольшое захолустное заведение в Чулахоме, где он услышал группу Джуниора The Soul Blues Boys без Джуниора, играющую [хилл-кантри-блюз]]  . Джонстон был поражён этой музыкой, и стал полон решимости овладеть этим стилем, для чего остался на севере Миссисипи, где учился играть у Джесси Мэй Хэмфилл и Ар Эл Бёрнсайда, и затем в течение двух лет был хэдлайнером и главой группы The Soul Blues Boys в джук-джойнте Джуниора Кимбро. После того, как джук-джойнт в 2000 году сгорел, Джонстон перебрался в Мемфис, где стал играть на улице. 
В 2001 году, выступив на 16-м Международном конкурсе блюза, получил премию Gibson Guitar Award как лучший гитарист, а его группа Beale Street Blues Society была признана лучшей группой. Он также получил премию Альберта Кинга 2001 года как самый многообещающий блюзовый гитарист. На премии, полученные на конкурсе, Джонстон создал собственный лейбл звукозаписи FTRC Produkshuns . На этом лейбле он выпустил в 2002 году свой дебютный альбом Foot Hill Stomp. В записи приняли участие такие музыканты, как Седрик Бёрнсайд и Джесси Мэй Хэмфилл. С этим альбомом Джонстон был номинирован на Blues Music Awards как лучший дебютант. Про альбом писали: «Foot Hill Stomp представляет собой попытку Джонстона объединить звучание хиллбилли-кантри старых Аппалачей с традициями хилл-кантри Миссисипи. Джонстон превзошел все свои самые смелые мечты: отменный материал на Foot Hill Stomp потрескивает энергией и энтузиазмом, сохраняя при этом вневременную атмосферу кантри-блюза. Используя скудный набор инструментов, похожий на его живые выступления — обычно только одну гитару, ножной барабан и стиральную доску, — Джонстон вдыхает новую жизнь в старинные сокровища, такие как „Coal Black Mattie“ Рейни Бернетт или „That’s No Way To Get Along“ преподобного Роберта Уилкинса…обнадеживающий дебют на решительно низкотехнологичном Foot Hill Stomp» .
В 2003 году вышел новый альбом Джонстона Official Bootleg #1, на этот раз во всём альбоме, за исключением одной песни, Джонстон играет в одиночку. Они были записаны вживую  7 ноября 2003 года в Humphrey's Bar and Grill в Хантсвилле, штат Алабама. «Все песни — каверы, но Джонстон привносит свой вклад зажигательными, примитивными аранжировками в стиле хиллбилли-кантри-блюз и дополнительной своей лирикой» .  
С тех пор, как Джонстон вернулся в Мемфис, он постоянно выступал на улицах города, чаще всего на Бил-стрит, став некоей городской достопримечательностью. В 2006 году вышел документальный фильм «Ричард Джонстон: Трубадур из Хилл-Кантри», где Джонстон выступаетна Бил-стрит и нескольких площадках Алабамы. Фильм завоевал первое место в категории «Профессиональное документальное кино» на кинофестивале имени Джорджа Линдси/UNA в 2007 году, был участником Римского международного кинофестиваля. Про фильм писали: «Джонстон понёс свой уникальный звук из глубинки Миссисипи по всему миру, выступая на сценах по всему миру. Дополнительным бонусом является характер его исполнения: необычно видеть белого мужчину средних лет, исполняющего суровые блюзовые песни так честно и искренне, особенно в формате сольного оркестра» . Также в 2006 году Джонстон записался на альбоме группы Moreland, Arbuckle & Floyd. 
После этого Джонстон оставил музыкальный бизнес , перебравшись на Гавайи, где выступает на улицах и в клубах под псевдонимом Boozer Ramirez.  
«Джонстон — оригинальный ансамбль одного человека, который представляет собой захватывающее зрелище, когда он поёт и одновременно играет на гитаре, губной гармошке и ударных в каждом из своих сольных проектов» .

## Дискография
- Foot Hill Stomp (FTRC, 2002)
- Official Bootleg #1 (OTG Records, 2003)
- Moreland, Arbuckle & Floyd Featuring Fellow Hill Country Bluesman Richard Johnston - Floyd's Market (Uncle Larry Records, 2006)